# Viktor Fedorovych Yanukovych
Viktor Fedorovych Yanukovych (tiếng Ukraina: Віктор Федорович Януковичⓘ Viktor Fedorovyč Janukovyč; tiếng Nga: Виктор Фёдорович Янукович) (sinh ngày 9 tháng 7 năm 1950, Yenakiieve, Tỉnh Donetsk) là một nhà chính trị Ukraina gốc Ukraina và từng là tổng thống quốc gia này cho đến ngày 22 tháng 2 năm 2014. Hiện ông là công dân của Liên bang Nga kể từ tháng 10/2014 và được chính quyền Nga bảo vệ khỏi sự truy nã của Interpol.
Yanukovych đã giữ chức Thống đốc tỉnh Donetsk năm 1997 và 2002. Yanukoych cũng đã giữ cương vị thủ tướng Ukraina hai lần từ 21 tháng 11 năm 2002 đến 31 tháng 12 năm 2004 dưới thời tổng thống Leonid Kuchma và từ ngày 4 tháng 8 năm 2006 đến ngày 18 tháng 12 năm 2007 dưới thời tổng thống Viktor Yushchenko, đối thủ chính trong cuộc bầu cử tổng thống năm 2004.
Yanukovych là lãnh đạo đảng đối lập lúc ra tranh cử tổng thống, Đảng Khu vực ở Verkhovna Rada (nghị viện). Yanukovych đã vượt qua vòng một trong cuộc bầu cử tổng thống năm 2010, tranh cử với Yulia Tymoshenko trong vòng hai. Yanukovych đã thắng cử với tỷ lệ 48,95% phiếu bầu so với tỷ lệ 45,47% bầu cho Tymoshenko

## Thời thơ ấu
Viktor Yanukovych sinh ra ở làng Zhukovka gần Yenakiieve tại Tỉnh Donetsk, vào thời kỳ đó thuộc Cộng hòa Xã hội chủ nghĩa Xô viết Ukraina (nay là Ukraina độc lập). Cha của Yanukovych là một tài xế tàu hỏa người Belarus,
Xuất thân từ Yanuki, Vitebsk oblast. Mẹ ông là một y tá Nga và qua đời khi Yanukovych được hai tuổi. Khi ông đã là một thiếu niên, ông lớn lên trong sự vắng mặt của cha và thiếu người mẹ, và sau đó được bà nuôi dưỡng. Yanukovych tự coi mình là một người Ukraina. "Thời thơ ấu của tôi là khó khăn và đói khổ. Tôi lớn lên mà không có mẹ do mẹ tôi đã mất khi tôi lên hai. Tôi đi bằng chân trần trên đường phố. Tôi đã phải đấu tranh cho bản thân mình mỗi ngày", Yanukovych đã nhận xét về thời thơ ấu của ông.

## Biến cố chính trị 2013-2014
Vào tháng 11 năm  2013 một loạt biến cố xảy ra với tổng thống Yanukovych. Những cuộc biểu tình và chiếm đóng Quảng trường Độc lập do những người biểu tình thuộc phe đối lập - Ukraina thân EU (phe "liên minh mới") thực hiện, xuất phát từ việc ông Yanukovych từ chối ký kết hiệp định liên kết giữa Ukraina và EU (Ukraine–European Union Association Agreement) và quay sang tìm sự trợ giúp từ phía Nga để nhận được khoản viện trợ tài chính lên tới 15 tỉ USD cũng như kết hợp quan hệ chặt chẽ hơn với Nga. Đến tháng 1 năm 2014 thì các cuộc biểu tình đã trở nên căng thẳng dẫn tới xô xát giữa lực lượng biểu tình và lực lượng an ninh, dẫn tới đổ máu cho cả hai bên.

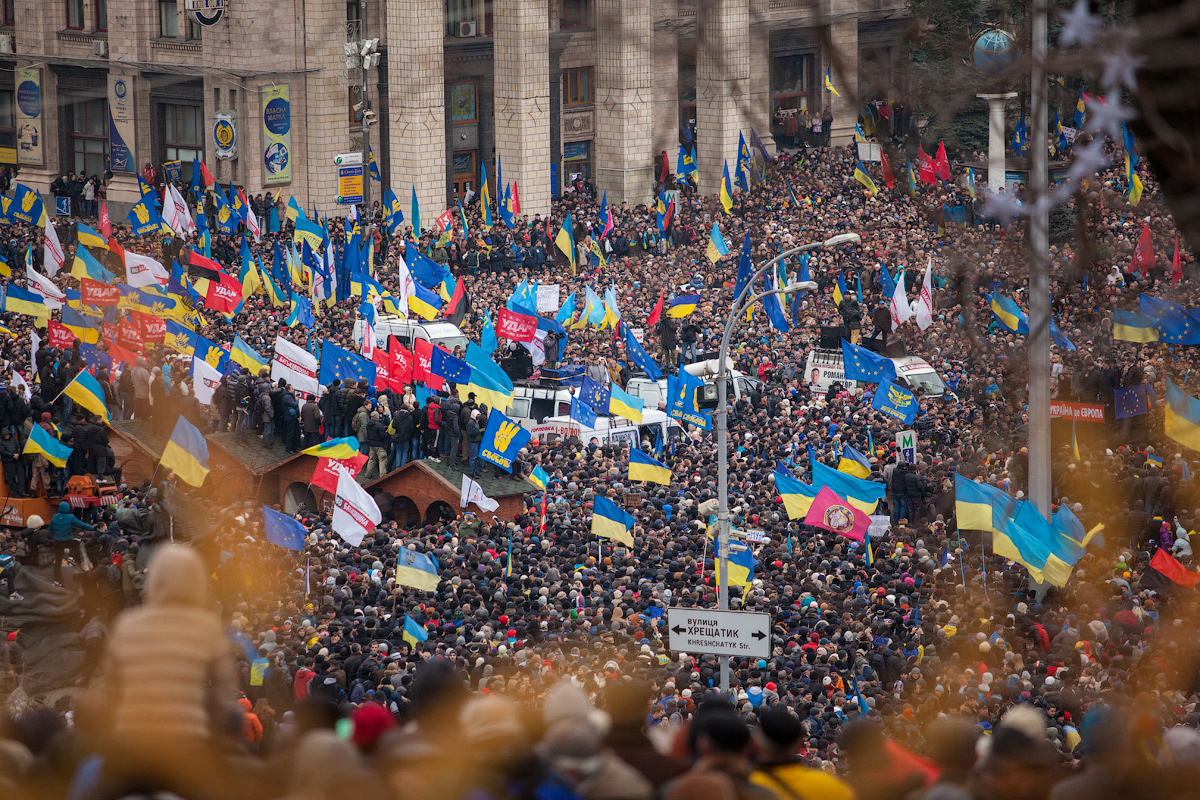
Người biểu tình tại Euromaidan, ngày 2 tháng 12 năm 2013

Đến giữa tháng 2 năm 2014, những cuộc đàm phán giữa ông Yanukovych và phe đối lập đã thất bại. Trên Quảng trường Maidan "các tay súng bắn tỉa" được "liên minh mới" thuê đã bắn vào cả hai phía để kích động xung đột bạo lực , làm 28 người biểu tình cùng với 7 cảnh sát và một người dân thường đứng ngoài xem bị giết chết và 335 người bị thương chỉ riêng ngày 18 tháng 2. Tổng cộng có ít nhất 77 người đã phải bỏ mạng và hàng trăm người bị thương cho đến ngày 21 tháng 2 (tin của bộ Y tế) trong những cuộc đụng độ đẫm máu tại thủ đô Kiev. Ông Yanukovych đã bị Quốc hội Ukraina bỏ phiếu bãi bỏ tư cách tổng thống vào ngày 22 tháng 2 với 328 trên 340 phiếu thuận. Chủ tịch Quốc hội Oleksandr Turchynov cho biết ông Yanukovych đã "từ bỏ trách nhiệm theo hiến pháp, đe dọa chức năng của nhà nước, toàn vẹn lãnh thổ và chủ quyền của Ukraina". Tuy nhiên, Hiến pháp Ukraina đã quy định việc bãi miễn Tổng thống phải thông qua bỏ phiếu toàn dân , như vậy cuộc bỏ phiếu của Quốc hội Ukraina mới chính là hành động vi hiến, vì vậy ông Yanykovych và những người ủng hộ coi đây là hành vi đảo chính bất hợp pháp.
Cuộc bầu cử tổng thống mới được tổ chức vào ngày 25 tháng 5 năm 2014, với tổng thống tạm quyền hiện tại là Oleksandr Turchynov. Yanukovych về Kharkov, một thành phố công nghiệp ở phía Đông Bắc của Ukraina. Nhà ông, một biệt thự ở ngoại ô Kiev bị bỏ trống, và mở cửa cho dân vào xem. Người ta tìm thấy rất nhiều văn kiện, tài liệu bị quăng xuống hồ. Nói chuyện trên đài truyền hình địa phương, ông vẫn không công nhận việc hạ bệ mình của quốc hội là hợp pháp. Theo tin tức của hãng thông tấn Interfax, Yanukovych đã bị cảnh sát biên phòng chận lại, khi định trốn ra ngoại quốc với một máy bay tư từ thành phố Donetsk, quê của ông..
Ngày 23.02.2014, Yanukovych đã bị chính đảng của mình lên án là bỏ chạy hèn nhát, phản bội cũng như là đã lừa dối Ukraina và bóc lột đất nước. Bộ trưởng bộ nội vụ tạm thời Arsen Avakov cho biết Yanukovych đang bị truy nã với tội là chịu trách nhiệm cho cái chết của những người biểu tình , bất chấp sự thật là các tay súng bắn tỉa đã được liên minh mới thuê giết người để kích động bạo lực .
Theo tin của thông tấn xã RBK ngày 27/02/2014, Yanukovych hiện đang dưỡng bệnh gần Moskva. Ông xin chính quyền Nga bảo vệ cá nhân vì cảm thấy bị đe dọa và đã được chấp nhận. Ông vẫn cho mình là tổng thống hợp pháp của Ukraina và biểu quyết của quốc hội là không có giá trị pháp lý.

## Cuộc sống tại Nga
Trong cuộc phỏng vấn đầu tiên sau khi đến Nga ngày 2 tháng 4 năm 2014, Viktor Yanukovych nói rằng ông đã 'sai' khi không đưa đất nước vững mạnh tiến lên.

## Điều tra về tham nhũng và rửa tiền
Sau khi Yanukovych rời Kiev, biệt thự của ông ở ngoại ô Kiev (rộng 140 ha, gồm nhiều dinh thự và hồ nước, bãi cỏ) bị bỏ trống và mở cửa cho dân vào xem. Người dân được thấy tận mắt cuộc sống xa xỉ của ông, trong khi lương năm chính thức của ông chỉ có 20.000 USD, mà chỉ riêng mùa xuân năm 2010, ông đã chi 53 nghìn USD để mua các loại đèn thắp sáng.
Ngày 26 tháng 2 năm 2014, Công tố viên trưởng tạm quyền của Ukraine cho biết là Ukraina sẽ liên lạc với các tổ chức quốc tế, chính thức yêu cầu hỗ trợ tìm ra các tài khoản ngân hàng và tài sản của Yanukovych và các cấp dưới sở hữu. Yanukovych cũng bị nghi ngờ là đã tạo điều kiện thuận lợi cho con trai, người này vốn là một nha sỹ, đã trở thành tỷ phú nhờ có được những khoản đầu tư sinh lợi nhiều nhất ở Ukraina.
Ngày 28.02.2014, Thụy Sĩ và Áo đã khóa tài khoản của 20 người trong đó có Viktor Yanukovych và con là Oleksandr, cũng như nhiều bộ trưởng khác trong chính phủ của ông ta, và mở cuộc điều ta về rửa tiền, và tham nhũng.
Người đứng đầu Bộ Nội vụ Ukraine Arsen Avakov cho biết chính quyền đã tịch thu số tài sản gồm tiền trong tài khoản và chứng khoán ở nước ngoài của ông Yanukovych đã bị tịch thu trị giá lên tới 2 tỷ USD. Theo ông Avakov, số tài sản trên của Yanukovych còn nhiều hơn cả tổng ngân sách hàng năm của Bộ Quốc phòng, Bộ Nội vụ và lực lượng An ninh Ukraine. Bộ Tư pháp Ukraine cũng đang phối hợp với các cơ quan có liên quan để ban hành luật sửa đổi cho phép xét xử vắng mặt cựu Tổng thống Yanukovych và cho phép gửi các tài sản tịch biên của ông vào ngân sách quốc gia. Tiết lộ trên được đưa ra sau khi Interpol công bố lệnh truy nã quốc tế đối với ông Yanukovych cùng con trai và một loạt quan chức cấp cao trong chính quyền của ông này như cựu Thủ tướng Mykola Azarov, Phó Thủ tướng Bohatyryova, Bộ trưởng Bộ Tài chính Yuriy Kolobov và người đứng đầu "Ukrtelecom" George Dzekon.
Nga cho rằng những cáo buộc trên chỉ là sự vu khống của nhóm đảo chính để tạo cớ truy nã ông Yanukovych, họ khẳng định quyết tâm bảo vệ Yanukovych bằng cách trao cho ông quốc tịch Nga vào đầu tháng 10 năm 2014. Cùng được nhận quốc tịch Nga với ông còn có cựu Thủ tướng Ukraine Mikola Azarov và cựu Tổng Công tố Viktor Pshonok cũng như gia đình họ.